# بهارک برگ‌باریک
بهارک برگ‌باریک (نام علمی: Corydalis angustifolia) نام یک گونه (زیست‌شناسی) از سرده بهارک است.